# Agta, Villa Viciosa (jezik)
Villa Viciosa Agta jezik (ISO 639-3: dyg), danas izumrli malajsko-polinezijski jezik koji je pripadao užoj flipinskoj skupini unutar koje nije pobliže klasificiran. Govorio se u provinciji Abra na otoku Luzonu, Filipini.
Pripadnici etničke grupe danas govore jezikom ilocano [ilo].

## Vanjske poveznice
- Ethnologue (14th)
- Ethnologue (15th)